# Jacques-André Jacquelin
Jacques-André Jacquelin (Parigi, 18 marzo 1776 – Parigi, 13 agosto 1827) è stato un drammaturgo, paroliere e poeta francese.

## Biografia
Primo impiegato al Ministero della Guerra, divenne ispettore dei teatri secondari di Parigi.
Jacquelin è autore di una quarantina di commedie, oggi tutte dimenticate, e del Dictionnaire historique abrégé des hommes célèbres depuis les temps les plus reculés jusqu'à nos jours. Ha collaborato con l'avvocato Joseph-Henri Flacon Rochelle per scrivere alcune opere teatrali.
Era un membro della società Caveau (almeno nella sua nuova versione chiamata Caveau moderne). Nel 1815 ne divenne segretario generale.

## Opere

### Teatro
- 1794: La Nièce de ma tante Aurore, ou la Manie des romans, commedia in un atto;
- 1798: Les Fureurs de l'amour, tragedia burlesca in 7 scene e in versi, con Joseph-Henri Flacon Rochelle;
- 1798: Jean La Fontaine, commedia aneddotica in 1 atto e in prosa, mista di vaudevilles;
- 1799: L'Enfant de l'amour, seguito di Fureurs de l'amour, tragedia burlesca in un atto e in versi;
- 1799: Jean Racine avec ses enfants, commedia aneddotica in 1 atto e in prose, mista di vaudevilles;
- 1799: L'Antiquomanie, ou le Mariage sous la cheminée, commedia in 1 atto e in prosa; disponibile su Gallica
- 1799: La Clef forée, commedia aneddotica in 1 atto e in prosa, mista a vaudevilles, con François-Pierre-Auguste Léger;
- 1799: Le Peintre dans son ménage, commedia in 2 atti e in prosa, mista a vaudevilles, con A.-M. Lafortelle;
- 1800: Pradon sifflé, battu et content, commedia aneddoto in un atto e in vaudevilles, con Joseph-Henri Flacon Rochelle;
- 1800: Le Tableau de Raphaël, ou À trompeur et demi, commedia in 1 atto e in vaudevilles, con Joseph-Henri Flacon Rochelle;[1]
- 1801: Le Hasard corrigé par l'amour, ou la Fille in loterie, arlequinade in 1 atto e in vaudevilles, con Joseph-Henri Flacon Rochelle;
- 1801: Molière con ses amis, ou le Souper d'Auteuil, commedia storica in 2 atti e in vaudevilles, con Antoine-François Rigaud;
- 1801: Cinq et deux font trois, ou le Marchand d'esprit, commedia in un atto in versi e in vaudevilles;
- 1802: Gille in deuil, opéra in 1 atto, con Marc-Antoine Madeleine Désaugiers e Armand Croizette, musica di Niccolò Piccinni;
- 1803: Cric-crac, ou l'Habit du Gascon, commedia-vaudeville in 1 atto, con Désaugiers;
- 1803: L'Amour à l'anglaise, commedia vaudeville in 1 atto in prosa, con Michel-Nicolas Balisson de Rougemont;disponibile su Gallica
- 1803: Le Magister et le Meunier, ou les Escobarderies villageoises, commedia-vaudeville in 1 atto, tratta da un'antica favola, con Désaugiers;
- 1803: La Mort de Néron, folie anecdotique in 1 atto e in prosa, mista a vaudevilles;
- 1804: Le Jaloux de village, ou le Petit bonnet jaune, opéra-vaudeville in 1 atto;
- 1807: Pelisson, ou C'est le diable, commedia aneddotica in 1 atto e in vaudevilles, con Joseph-Henri Flacon Rochelle;
- 1820: Levez la toile! pièce episodica in 1 atto e in vaudevilles;
- 1822: L'Écarté, ou Un lendemain de bal, commedia in 1 atto, mista a vaudevilles, con Maurice Ourry e René de Chazet;
- 1822: Thompson et Garrick, ou l'Auteur et l'attour, commedia in 1 atto e in versi, con vaudevilles, con Maurice Ourry;
- 1823: Le Passage militaire, ou la Désertion par honneur, divertissement in 1 atto, con Antoine-Marie Coupart;
- 1823: Les Deux Proscrits, ou l'Hospitalité généreuse, pièce in 1 atto, feste municipali offerte a S. M. dal Prefetto della Seine;
- 1823: Fête à la halle! ou le Retour de nos braves, tableau episodico in 1 atto, con Antoine-Marie Coupart;
- 1824: Le Retour d'un brave, vaudeville in 1 atto, con Antoine-Marie Coupart e E. F. Varez;
- 1824: La Fête d'automne, tableau in 1 atto, con Antoine-Marie Coupart e E.-F. Varez;
- 1825: L'Entrée à Reims, divertissement in 1 atto, con Antoine-Marie Coupart e Armand Joseph Overnay;
- 1825: Les Fils de Pharamond, ou la Forêt enchantée, vaudeville féerie in 3 atti e à grand spectacle;
- 1825: Bravoure et Clémence, ou les Vertus de Henri IV, pantomimo in 3 atti;
- 1825: Un trait de Charlemagne, ou Éginard et Imma, dramma eroico in 3 atti, feste municipali offerte dalla città di Parigi a S. M. Charles X, in occasione della festa di San Carlo;
- 1825: Le Petit Postillon de Fimes, ou Deux fêtes pour une, à propos storico in 1 atto, con Antoine-Marie Coupart e E.-F. Varez;
- 1826: Le Béarnais, ou l'Enfance de Henri IV, à-propos misto a distici, con Eugène Hyacinthe Laffillard;
- 1828: La Circulaire, commedia in 1 atto e in prosa, con Gabriel-Alexandre Belle;
- 1829: La Comédie au château, pièce in un atto e distici, con Antoine-Marie Coupart e E.-F. Varez;

### Altri scritti
- 1802-1803. Honorine, ou Mes vingt-deux ans, histoire véritable de Mlle D***;
- 1804-1808: Almanach des Grâces, ou les Hommages à la beauté;
- 1805 : Histoire des Templiers, ouvrage impartial recueilli des meilleurs écrivains,
- 1809-1810 : Le Chansonnier de la cour et de la ville;
- 1810: La Lyre maçonnique, étrennes aux francs-maçons et à leurs sœurs, pour l'année MDCCCIX;
- 1811: Ode sur la naissance du roi de Rome;
- Pot-pourri chanté, le 11 août 1811, à la fête de Mme Jacquelin, née Suzanne Davesne;
- 1814: Le Chansonnier des Bourbons, con Michel-Nicolas Balisson de Rougemont;disponibile in Gallica
- 1815: Recueil de chansons, choisies et chantées par Jacquelin;
- 1816: Le Chansonnier franc-maçon, composé de cantiques de banquet, échelles d'adoption, rondes, vaudevilles chansons et couplets;
- 1817: Chansons chantées aux Champs-Élysées pour la fête du roi, le 25 août 1817, di Désaugiers, Michel-Joseph Gentil de Chavagnac, Jacques-André Jacquelin e Jacques-Thomas Verneur;[2]
- 1816: La Galerie des badauds célèbres, ou Vivent les enfants de Paris!, chansonnette biographique, étrennes parisiennes pour 1816;
- 1819: Le Sang des Bourbons, galerie historique des rois et princes de cette maison depuis Henri IV jusqu'à nos jours;
- 1825: Manuel de biographie, ou Dictionnaire historique abrégé des hommes célèbres depuis les temps les plus reculés jusqu'à nos jours, composé sur le plan du Dictionnaire de la fable de Pierre Chompré;